# Рашид Бушареб
Раши́д Бушаре́б (фр. Rachid Bouchareb; нар. 1 вересня 1953, Париж, Франція) — французький кінорежисер, сценарист і продюсер алжирського походження.

## Життєпис
Народився в Парижі 1 вересня 1953 року. У 1977-1984 роках працював асистентом режисера на державному і приватному телебаченні, зняв декілька короткометражних стрічок. Бушареб почав знімати короткометражні фільми в 1980-х роках. Перший його повнометражний фільм, «Батон-Руж», з'явився у 1985 році. Фільм Бушареба «Пил життя», знятий ним у 1995 році, отримав номінацію на кінопремію «Оскар» за найкращий іноземний фільм.
Фільми Бушареба «Маленький Сенегал» (2001) а також «Двоє в місті» (2014) були представлені в конкурсі на Берлінському міжнародному кінофестивалі. Його фільм 2006 року «Патріоти» був номінований у 2006 році як найкращий фільм іноземною мовою на премію «Оскар» та отримав Приз Франсуа Шале на Каннському міжнародному кінофестивалі.
У 2010 році Рашид Бушареб поставив фільм «Поза законом», прем'єра якого відбулася на Каннському міжнародному кінофестивалі, де він змагався за «Золоту пальмову гілку» в головній конкурсній програмі. Стрічка стала одним з п'яти фіналістів у відборі на здобуття «Оскара» від Алжиру в категорії за найкращий іноземний фільм.
Фільм Рашида Бушареба 2016 року «Дорога в Стамбул», що розповідає про долю батьків, чиї діти вступили в ІГІЛ і поїхали до Сирії, було представлено на 66-му Берлінському міжнародному кінофестивалі.
У квітні 2007 року Рашида Бушареба було нагороджено кавалерським Орденом Почесного легіону. Він є членом Ради Le Fémis.

## Фільмографія
Режисер і сценарист
| Рік  |     | Назва українською | Оригінальна назва       | Режисер | Сценарист |
| ---- | --- | ----------------- | ----------------------- | ------- | --------- |
| 1985 |     | Батон-Руж         | Bâton Rouge             | Так     | Так       |
| 1991 |     | Шеб               | Cheb                    | Так     | Так       |
| 1995 |     | Пил життя         | Poussières de vie       | Так     | Так       |
| 1998 |     | Честь моєї сім'ї  | L'honneur de ma famille | Так     | Так       |
| 2001 |     | Маленький Сенегал | Little Senegal          | Так     | Так       |
| 2004 | к/м | Бридке курча      | Le vilain petit poussin | Так     |           |
| 2006 |     | Патріоти          | Indigènes               | Так     | Так       |
| 2009 |     | Лондонська річка  | London River            | Так     | Так       |
| 2010 |     | Поза законом      | Hors la loi             | Так     | Так       |
| 2010 | к/м | Оскари            | Oscars                  | Так     |           |
| 2011 |     | Омар мене убити   | Omar m'a tuer           |         | Так       |
| 2012 |     | Зовсім як жінка   | Just Like a Woman       | Так     |           |
| 2014 |     | Двоє в місті      | Two Men in Town         | Так     | Так       |
| 2016 |     | Дорога в Стамбул  | La route d'Istanbul     | Так     | Так       |

Продюсер
- 1991 : Шеб / Cheb
- 1993 : Чи треба любити Матільду? / Faut-il aimer Mathilde?
- 1996 : Життя Ісуса / La vie de Jésus
- 1998 : Західний Бейрут / West Beyrouth (À l'abri les enfants)
- 1998 : Жити в раю / Vivre au paradis
- 1998 : Полковник Бункер / Kolonel Bunker
- 1999 : Людяність / L'Humanité
- 2001 : Маленький Сенегал / Little Senegal
- 2002 : Денді / La bande du drugstore
- 2003 : 29 пальм / Twentynine Palms
- 2004 : Пастушок / Mùa len trâu
- 2006 : / Barrage
- 2006 : Фландрія / Flandres
- 2008 : Нілуфар / Niloofar
- 2009 : Річка Лондон / London River
- 2009 : Хадевейх / Hadewijch
- 2011 : Поза Сатаною / Hors Satan
- 2011 : Омар мене убити / Omar m'a tuer
- 2012 : Атака / The Attack
- 2013 : Каміла Клодель 1915 / Camille Claudel 1915
- 2014 : Двоє в місті / Two Men in Town
- 2014 : Малий Кенкен / P'tit Quinquin (міні-серіал)
- 2016 : Дорога в Стамбул / La route d'Istanbul
- 2016 : У тихому вирі / Ma loute

## Визнання
| Нагороди та номінації Рашида Бушареба                                | Нагороди та номінації Рашида Бушареба                                           | Нагороди та номінації Рашида Бушареба    | Нагороди та номінації Рашида Бушареба |
| Рік                                                                  | Категорія                                                                       | Фільм                                    | Результат                             |
| -------------------------------------------------------------------- | ------------------------------------------------------------------------------- | ---------------------------------------- | ------------------------------------- |
| Міжнародний кінофестиваль короткометражних фільмів у Клермон-Феррані |                                                                                 |                                          |                                       |
| 1984                                                                 | Спеціальна згадка журі                                                          | Може є море                              | Перемога                              |
| Ам'єнський міжнародний кінофестиваль                                 |                                                                                 |                                          |                                       |
| 1985                                                                 | Золотий єдиноріг за найкращий фільм                                             | Батон-Руж                                | Перемога                              |
| Каннський міжнародний кінофестиваль                                  |                                                                                 |                                          |                                       |
| 1991                                                                 | Премія «Перспективи кіно»                                                       | Шеб                                      | Номінація                             |
| 1991                                                                 | Приз молодіжного журі за найкращий французький фільм                            | Шеб                                      | Номінація                             |
| 2006                                                                 | Золота пальмова гілка                                                           | Патріоти                                 | Номінація                             |
| 2006                                                                 | Приз Франсуа Шале                                                               | Патріоти                                 | Перемога                              |
| 2010                                                                 | Золота пальмова гілка                                                           | Поза законом                             | Номінація                             |
| Міжнародний кінофестиваль у Локарно                                  |                                                                                 |                                          |                                       |
| 1991                                                                 | Золотий леопард за найкращий фільм                                              | Шеб                                      | Номінація                             |
| 1991                                                                 | Бронзовий леопард                                                               | Шеб                                      | 2-ге місце                            |
| 1995                                                                 | Золотий леопард за найкращий фільм                                              | Haramuya                                 | Номінація                             |
| Міжнародний кінофестиваль франкомовного кіно в Намюрі                |                                                                                 |                                          |                                       |
| 1991                                                                 | Золотий Баярд за найкращий фільм                                                | Шеб                                      | Перемога                              |
| 2001                                                                 | Золотий Баярд за найкращий фільм                                                | Маленький Сенегал                        | Номінація                             |
| 2001                                                                 | Найкращий художній внесок                                                       | Маленький Сенегал                        | Перемога                              |
| Середземноморський кінофестиваль в Бастії                            |                                                                                 |                                          |                                       |
| 1996                                                                 | Приз критиків                                                                   | Полковник Бункер                         | Перемога                              |
| 1998                                                                 | Приз критиків                                                                   | Жити в раю                               | Перемога                              |
| Приз Жана Віго                                                       |                                                                                 |                                          |                                       |
| 1997                                                                 | Найкращий художній фільм                                                        | Життя Ісуса                              | Перемога                              |
| Фестиваль середземноморського кіно у Валенсії                        |                                                                                 |                                          |                                       |
| 1997                                                                 | Золота пальма                                                                   | Життя Ісуса                              | Перемога                              |
| Лондонський кінофестиваль                                            |                                                                                 |                                          |                                       |
| 1997                                                                 | Найкращий фільм                                                                 | Життя Ісуса                              | Перемога                              |
| Единбурзький міжнародний кінофестиваль                               |                                                                                 |                                          |                                       |
| 1997                                                                 | Найкращий новий міжнародний художній фільм                                      | Життя Ісуса                              | Перемога                              |
| Брюссельський міжнародний кінофестиваль                              |                                                                                 |                                          |                                       |
| 1997                                                                 | Приз глядацьких симпатій                                                        | Західний Бейрут                          | Перемога                              |
| Александрійський міжнародний кінофестиваль                           |                                                                                 |                                          |                                       |
| 1998                                                                 | Найкращий первий художній фільм                                                 | Життя Ісуса                              | Перемога                              |
| Венеційський міжнародний кінофестиваль                               |                                                                                 |                                          |                                       |
| 1998                                                                 | Найкращий дебютний фільм                                                        | Жити в раю                               | Перемога                              |
| 2003                                                                 | Золотий лев                                                                     | 29 пальм                                 | Номінація                             |
| 2007                                                                 | Золотий лев                                                                     | Хаос                                     | Номінація                             |
| Міжнародний кінофестиваль у Вальядоліді                              |                                                                                 |                                          |                                       |
| 1998                                                                 | Приз молодіжного журі                                                           | Західний Бейрут                          | Перемога                              |
| 2001                                                                 | Золотий колос                                                                   | Маленький Сенегал                        | Перемога                              |
| 2001                                                                 | Приз ФІПРЕССІ за найкращий фільм                                                | Маленький Сенегал                        | Перемога                              |
| 2001                                                                 | Приз ФІПРЕССІ за поєднання минулого і сьогодення в зображенні рабства і свободи | Маленький Сенегал                        | Номінація                             |
| 2006                                                                 | Приз глядацьких симпатій                                                        | Патріоти                                 | Перемога                              |
| Берлінський міжнародний кінофестиваль                                |                                                                                 |                                          |                                       |
| 2001                                                                 | Золотий ведмідь                                                                 | Маленький Сенегал                        | Номінація                             |
| 2004                                                                 | Золотий ведмідь за найкращий короткометражний фільм                             | Бридке курча                             | Номінація                             |
| 2009                                                                 | Золотий ведмідь                                                                 | Річка Лондон                             | Номінація                             |
| 2009                                                                 | Приз екуменічного журі — Особлива згадка                                        | Річка Лондон                             | Перемога                              |
| 2014                                                                 | Золотий ведмідь                                                                 | Двоє в місті                             | Номінація                             |
| Фестиваль середземноморського кіно в Кельні                          |                                                                                 |                                          |                                       |
| 2001                                                                 | Приз журі                                                                       | Маленький Сенегал                        | Перемога                              |
| Міланський африканський кінофестиваль                                |                                                                                 |                                          |                                       |
| 2001                                                                 | Найкращий фільм                                                                 | Маленький Сенегал                        | Перемога                              |
| Міжнародний кінофестиваль у Чикаго                                   |                                                                                 |                                          |                                       |
| 2006                                                                 | Срібний Г'юго — спеціальний приз журі                                           | Патріоти                                 | Перемога                              |
| 2006                                                                 | Приз глядацьких симпатій за найкращий художній фільм                            | Патріоти                                 | Перемога                              |
| Премія «Сезар»                                                       |                                                                                 |                                          |                                       |
| 2007                                                                 | Найкращий фільм                                                                 | Патріоти                                 | Номінація                             |
| 2007                                                                 | Найкращий режисер                                                               | Патріоти                                 | Номінація                             |
| 2007                                                                 | Найкращий оригінальний сценарій                                                 | Патріоти                                 | Перемога                              |
| 2012                                                                 | Найкращий адаптований сценарій                                                  | Омар мене убити                          | Номінація                             |
| Премія «Люм'єр»                                                      |                                                                                 |                                          |                                       |
| 2007                                                                 | Найкращий сценарій                                                              | Патріоти                                 | Перемога                              |
| 2011                                                                 | Найкращий сценарій                                                              | Поза законом                             | Номінація                             |
| Золота зірка кіно                                                    |                                                                                 |                                          |                                       |
| 2007                                                                 | Золота зірка за найкращий фільм                                                 | Патріоти                                 | Перемога                              |
| Дубайський міжнародний кінофестиваль                                 |                                                                                 |                                          |                                       |
| 2008                                                                 | Премія за життєвий внесок у кінематограф                                        | Премія за життєвий внесок у кінематограф | Перемога                              |
| Дамаський кінофестиваль                                              |                                                                                 |                                          |                                       |
| 2010                                                                 | Золотий приз за найкращий фільм                                                 | Поза законом                             | Перемога                              |
| 2010                                                                 | Спеціальний приз журі за найкращий арабський фільм                              | Поза законом                             | Перемога                              |